# Václav Škvor
Václav Benedikt Škvor (12. listopadu 1889, Drahňovice – 8. června 1942, Praha-Kobylisy) byl český právník a politik.

## Život
Narodil se do rodiny rolníka Františka Škvora a jeho manželky Barbory, roz. Veselé. Vystudoval práva na Právnické fakultě Karlovy univerzity v Praze. Angažoval se v agrární politice, zejména v zemědělském družstevnictví. V roce 1921 se stal ředitelem Ústřední jednoty hospodářských družstev Republiky československé – Centrokooperativy. Byl aktivním organizátorem zemědělského družstevnictví. Vlastnil dvůr Pecínov u Benešova. Za stanného práva po atentátu na zastupujícího protektora Heydricha byl spolu s dalšími významnými představiteli agrárních institucí zatčen a popraven na Kobyliské střelnici.